# Juliaan Wittock
Juliaan Wittock (Sint-Niklaas, 8 november 1825 – aldaar, 26 juni 1880) was een Belgisch componist en dirigent.

## Levensloop
Wittock werd opgeleid aan het Koninklijk Atheneum te Gent en zette de handelsmaatschappij van zijn vader Petrus Leopold Wittock voort. In zijn jeugd had hij ook muzieklessen voor viool. In het midden van de 19e eeuw werd hij bestuurder in verschillende muziekmaatschappijen, onder andere in De Burgerkring, De Goudbloem en het harmonie- en symfonieorkest van de "Société du Casino".
Wittock was medeoprichter en dirigent van het koor Broedermin. In 1863 werd hij opvolger van Bernard De Loose als bestuurder van de Muziekvereniging St.-Cecilia.
Voor naast alle verenigingen schreef hij ook als componist, waarvan zijn Mercatorcantate voor gemengd koor en orkest - gecomponeerd ter gelegenheid van de inhuldiging van het Mercatorstandbeeld in Rupelmonde.

## Composities

### Werken voor harmonie- en fanfareorkesten
- Onze Standaard, mars
- Saint-Nicolasienne, mars

### Werken voor koren
- Mercatorcantate, voor gemengd koor en orkest - tekst: L. Billiet